# Maurilia gilva
Maurilia gilva är en fjärilsart som beskrevs av Swinhoe 1919. Maurilia gilva ingår i släktet Maurilia och familjen trågspinnare. Inga underarter finns listade i Catalogue of Life.